# 지역발전특별회계
지역발전특별회계는 낙후지역의 균형발전을 위한 취지로 설치된 특별회계 예산 중 하나이다. 2005년 참여정부(노무현 정부)에서 '국가균형발전특별회계'라는 이름으로 처음 설치되었고 이후 이명박 정부에서 '광역지역발전 특별회계'로, 이어 박근혜 정부에서 '지역발전특별회계'로 개칭된 후 현재까지 이어져 오고 있다.

## 문제점
지역발전특별회계를 산정하고 배분하는 주무부처인 기획재정부는 산정 과정과 지역별 배분금액을 전혀 공개하지 않아 논란이 크다.
이에 충남연구원이 펴낸 ‘지역발전특별회계 지역 배분의 현황 및 정책적 시사점’ 보고서에 의하면 2008년과 2016년 사이에 수도권 지역과 영남 지역에만 지역발전특별회계 예산이 집중되었고 정작 낙후지역으로 꼽히는 전남, 제주 지역과 광역시인 광주는 전체 예산이 증가해왔음에도 오히려 배분액이 감소하여 형평성에 의문이 제기되고 있다.
여기에 예산의 대부분은 하천 정비나 도로건설 등 건설과 토목 사업에만 집중되어 지역발전이라는 취지가 무색하다는 비판도 있다.